# Edgar Pinto
Edgar Miguel Lemos Pinto (27 de agosto de 1985) es un ciclista portugués.

## Palmarés
2012
- 3.º en el Campeonato de Portugal en Ruta

2014
- 1 etapa del Trofeo Joaquim Agostinho
- 1 etapa de la Vuelta a Portugal

2015
- 1 etapa de la Vuelta a Marruecos

2018
- 1 etapa de la Vuelta al Alentejo
- Vuelta a la Comunidad de Madrid, más 1 etapa[1]

2019
- 1 etapa de la Vuelta a Asturias